# نورمن استیونسن
نورمن استیونسن (انگلیسی: Norman Stevenson; ۲۵ نوامبر ۱۸۷۵ – ۲۱ اوت ۱۹۶۷) بازیکن هاکی روی چمن اهل بریتانیا بود.